# Barbara Bosson
Barbara Bosson   (Charleroi, 1 de novembre de 1939 - Los Angeles, 18 de febrer de 2023) fou una actriu de cinema i televisió estatunidenca.
La seva actuació més reconeguda fou a la sèrie de la dècada de 1980 de la cadena NBC Hill Street Blues com a Fay Furillo des del 1981 fins al 1986; i com Miriam Grasso a la sèrie Murder One entre els anys 1995 i 1997. Per ambdós papers fou nominada en nombroses ocasions pels Premis Emmy com a millor actor secundària.
Altres treballs de Barbara foren a les sèries Hooperman com la capità C.Z. Stern i Cop Rock com la Mayor Louise Plank, essent ambdues transmeses a la dècada dels '80.
El seu paper més important al cinema fou a la pel·lícula de ciència-ficció The Last Starfighter l'any 1984. La seva primera pel·lícula fou el 1968 amb Bullitt.
Durant la seva carrera va tenir algunes aparicions com a convidada en diversos programes de televisió com Mannix, Crazy Like a Fox, L.A. Law, Civil Wars, Star Trek Deep Space Nine i Lois & Clark: The New Adventures of Superman.
Des del 1969 fins al 1997 va estar casada amb l'escriptor i productor de televisió Steven Bochco, amb qui va tenir dos fills.

## Filmografia
- Murder One: Diary of a Seriel Killer - 1997
- Jury Dutty - 1990
- Little Sweetheart - 1989
- Supermom's daighte - 1987
- The Education of Allison Tate - 1986
- Hostage Flight - 1985
- El guerrer de les galàxies (The Last Starfighter)- 1984
- Calender Girl Murders - 1984
- Operating Room - 1978
- Capricorn u (Capricorn One) - 1978
- Mame - 1974
- Bullitt - 1968